# Luparense Calcio a 5 2004-2005
La stagione fu funestata dalla tragica scomparsa dell'allenatore Corrado Roma, scomparso il 28 novembre in seguito a un incidente stradale. La stagione verrà proseguita dallo spagnolo Ramiro Diaz che guida la squadra a un campionato in crescendo: nei quarti di finale play-off elimina gli eterni rivali dell'Arzignano Grifo, mentre dovrà arrendersi in 3 gare nella Semifinale contro la Roma Futsal.

## Rosa
| N° | Naz.                                   | Ruolo      | Sportivo              | Anno     |  |  |
| -- | -------------------------------------- | ---------- | --------------------- | -------- |  |  |
|    | Brasile (bandiera) · Italia (bandiera) | Portiere   | Marco Zaramello       | 26.01.82 |  |  |
|    | Brasile (bandiera)                     | Portiere   | Franklin              | 18.05.71 |  |  |
|    | Paraguay (bandiera)                    | Difensore  | Carlos Chilavert      | 05.08.76 |  |  |
|    | Uruguay (bandiera)                     | Difensore  | Pablo Lamanna         | 25.10.74 |  |  |
|    | Brasile (bandiera) · Italia (bandiera) | Laterale   | Edgar Bertoni         | 24.07.81 |  |  |
|    | Brasile (bandiera) · Italia (bandiera) | Laterale   | André Vicentini       | 17.06.77 |  |  |
|    | Brasile (bandiera) · Italia (bandiera) | Laterale   | Vampeta               | 18.07.84 |  |  |
|    | Brasile (bandiera) · Italia (bandiera) | Laterale   | Saad Assis            | 26.07.79 |  |  |
|    | Italia (bandiera)                      | Laterale   | Marco De Poli         | 23.05.85 |  |  |
|    | Brasile (bandiera) · Italia (bandiera) | Pivot      | Tadeu Sartori         | 05.09.74 |  |  |
|    | Brasile (bandiera)                     | Difensore  | Ricardo Souza Moretti | 24.09.76 |  |  |
|    | Italia (bandiera)                      | Portiere   | Marco Lorenzin        | 26.02.85 |  |  |
|    | Spagna (bandiera)                      | Allenatore | Ramiro López Díaz     | 27.06.64 |  |  |